# Лизи Грийн
Елизабет Ан Грийн, по-известна само като Лизи Грийн (на английски: Elizabeth Anne Green, Lizzy Green) е американска актриса.

## Биография
Грийн е родена на 1 май 2003 г. в Далас, Тексас. Тя прави своя телевизионен дебют в ситкома на „Никелодеон“, озаглавен „Ники, Рики, Дики и Дона“ в главната роля на Дона Харпър, единственото момиче в четворката.
През 2018 г. е избрана за ролята на Софи Диксън в драмата на Ей Би Си „A Million Little Things“.